# Нечаївщина

«Нечаївщина» — ландшафтний заказник місцевого значення. Заказник розташований на території Бориспільського району Київської області, Іванківська сільська рада, в адміністративних межах села Іванків. Межує з Баришівським районом та належить до земель запасу Іванівської сільської ради. Створено рішенням Київської обласної ради народних депутатів від 21.10.2010 р. № 866-35-V.
Площа заказника — 17,6 га, з яких 6,5 га — орна земля, 5,6 га — лісові насадження, 5,5 га — зволожені луки. Створений у 2010 році.
Лісові насадження, що збереглися з кінця XIX століття є мішаними, представленими у більшості липами серцелистою та широколистою, дубом, березою, осикою. У чагарниковому ярусі наявні глід та терен. Орнітофауна представлена такими птахами як синиця велика, синиця блакитна, ремез, соловейко, вивільга, сойка.

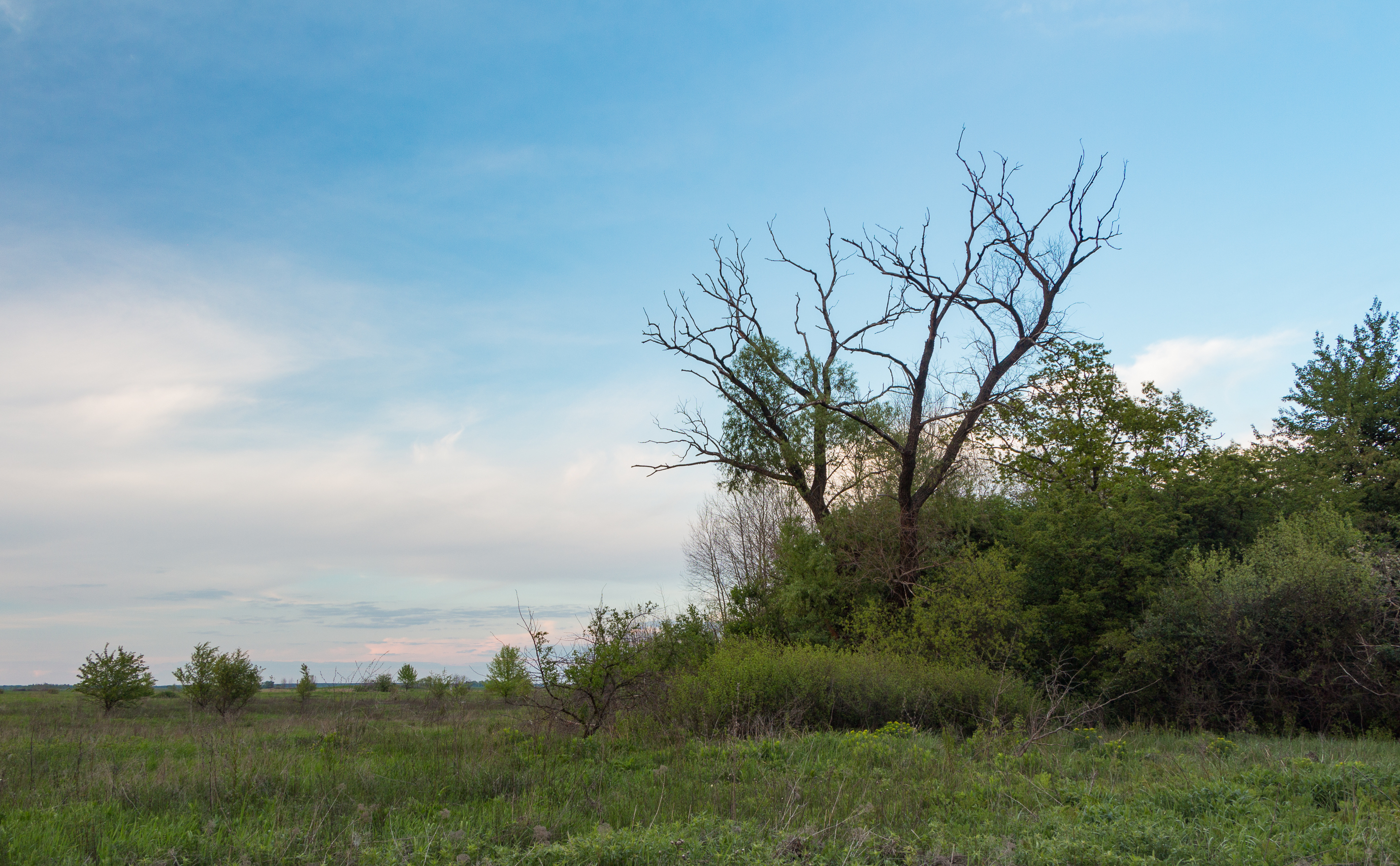
Нечаївщина, Зх. частина

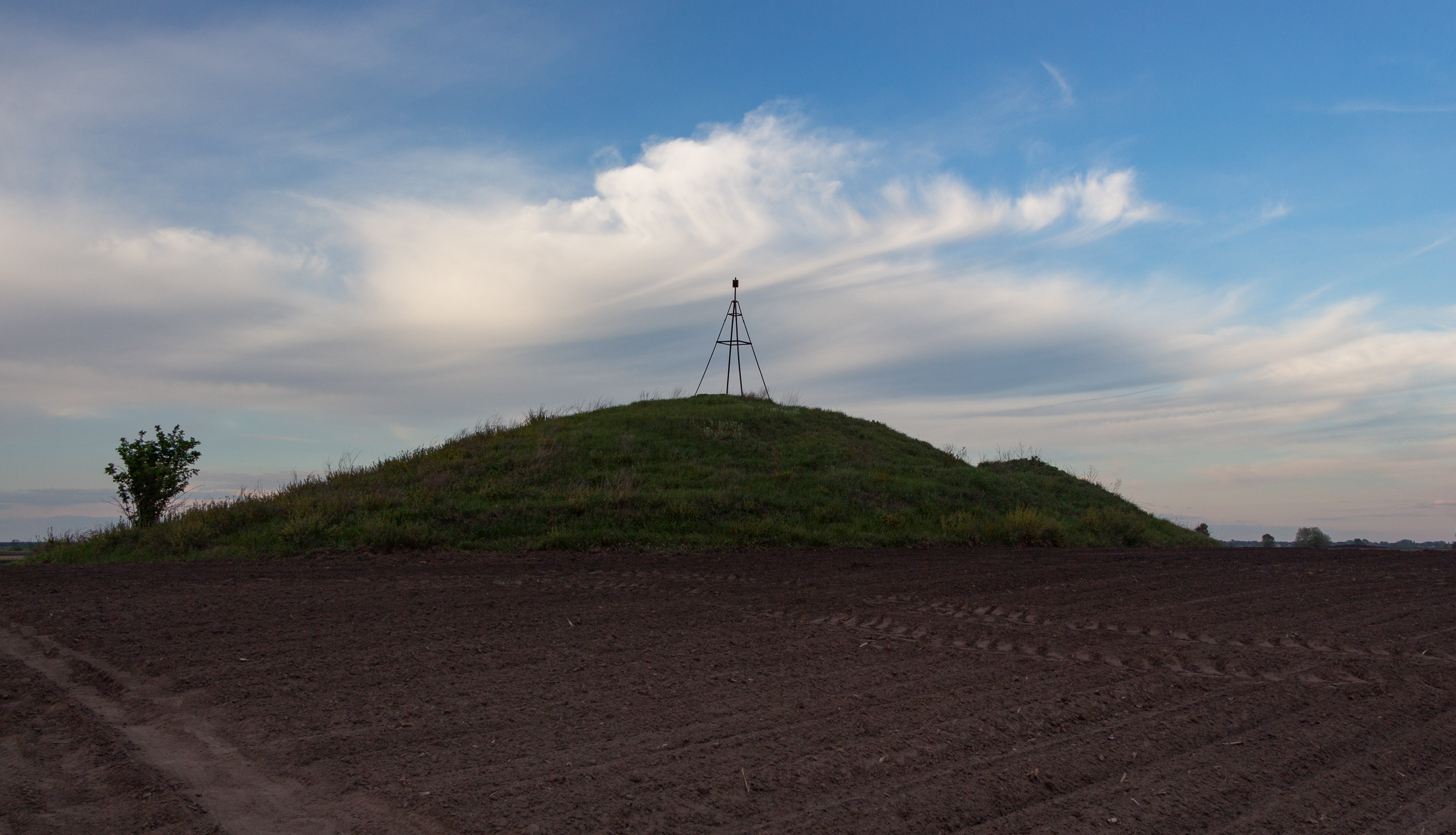
Нечаївщина, курган

У 1905 році в урочищі було проведено обстеження науковими представниками Інституту ботаніки НАН України, які зафіксували близько 100 видів рослин, серед яких багато рідкісних. Лікарські рослини представлені такими: дягель лікарський, оман високий, валеріана лікарська, материнка, конвалія, живокіст, чемериця та ін. У низинній частині проєктованого заказника поширене лучне різнотрав'я.
Окрім цього, урочище «Нечаївщина» має велике історико-культурне значення. На його території знаходиться курганна група, яка належить до скіфського періоду, епохи міді, бронзи. Найбільший з курганів — Сиза могила — зберіг ділянку степової ковили. На території урочища також виявлено археологічні знахідки, які належить до доби бронзи II тисячоліття до н. е., поселення ранніх слов'ян Черняхівської культури II-V ст. н. е., Київської Русі XII—ХІІІ ст.

## Галерея

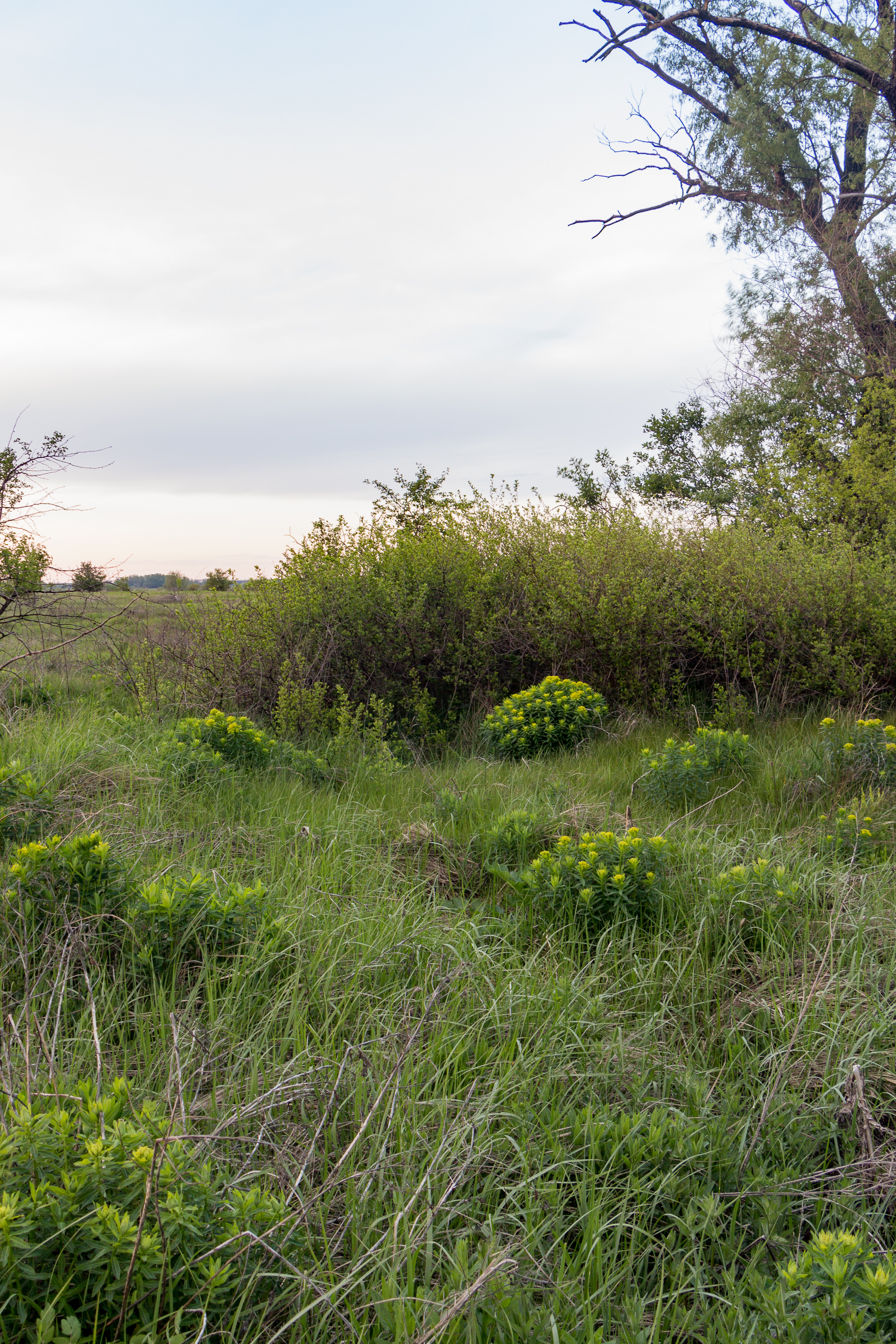
Західна частина Нечаївщини
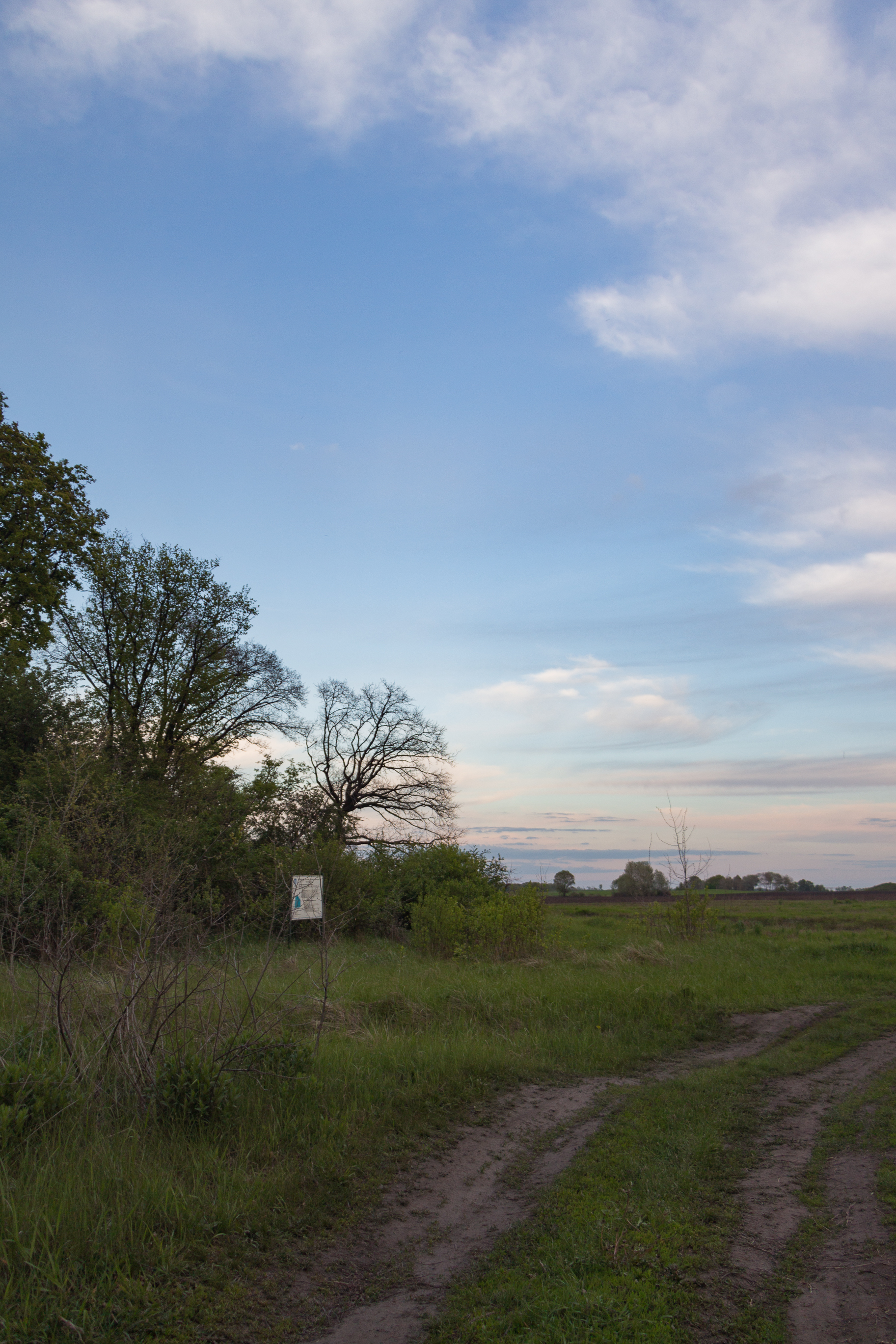
Південна частина Нечаївщини
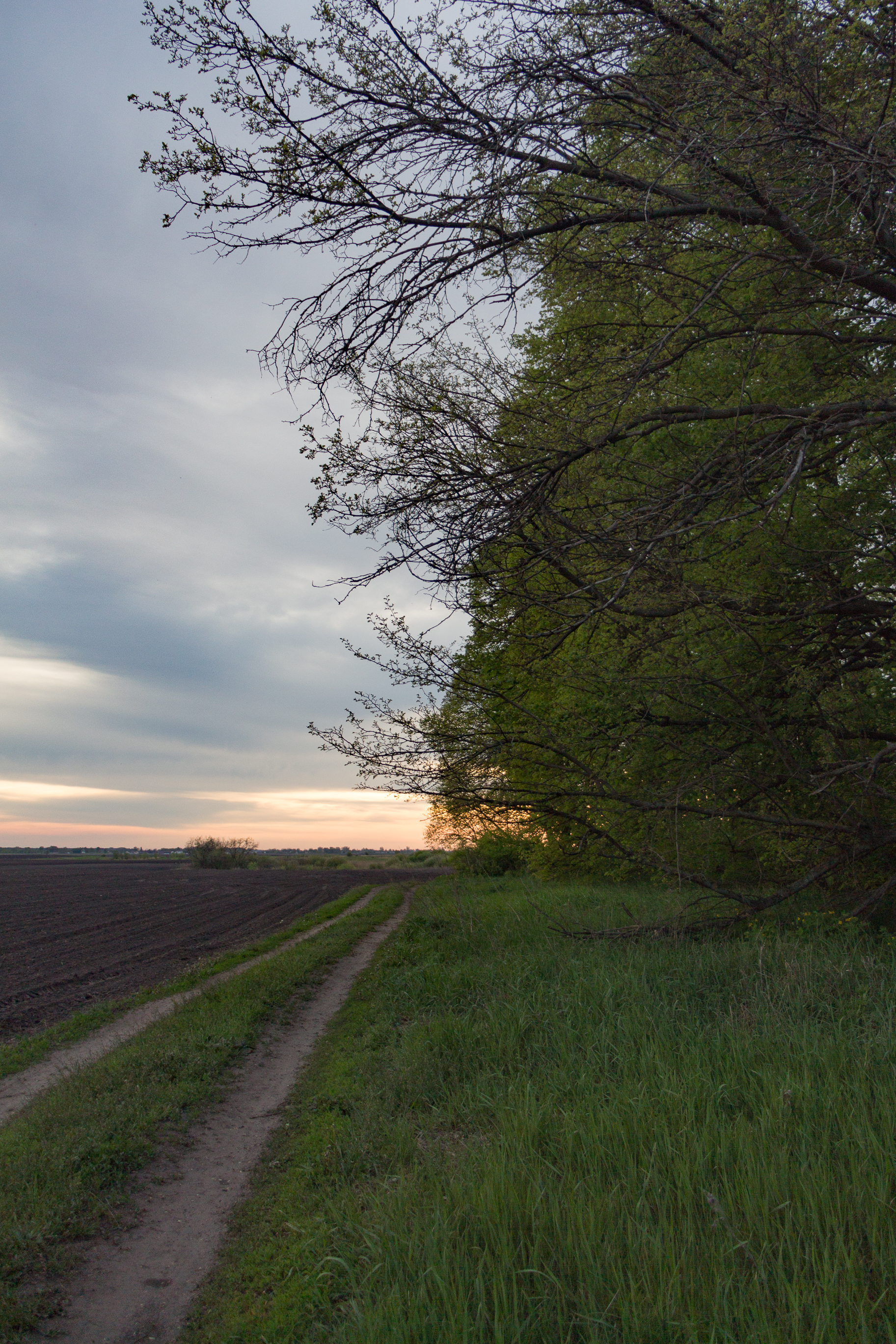
Південно-західна частина Нечаївщини
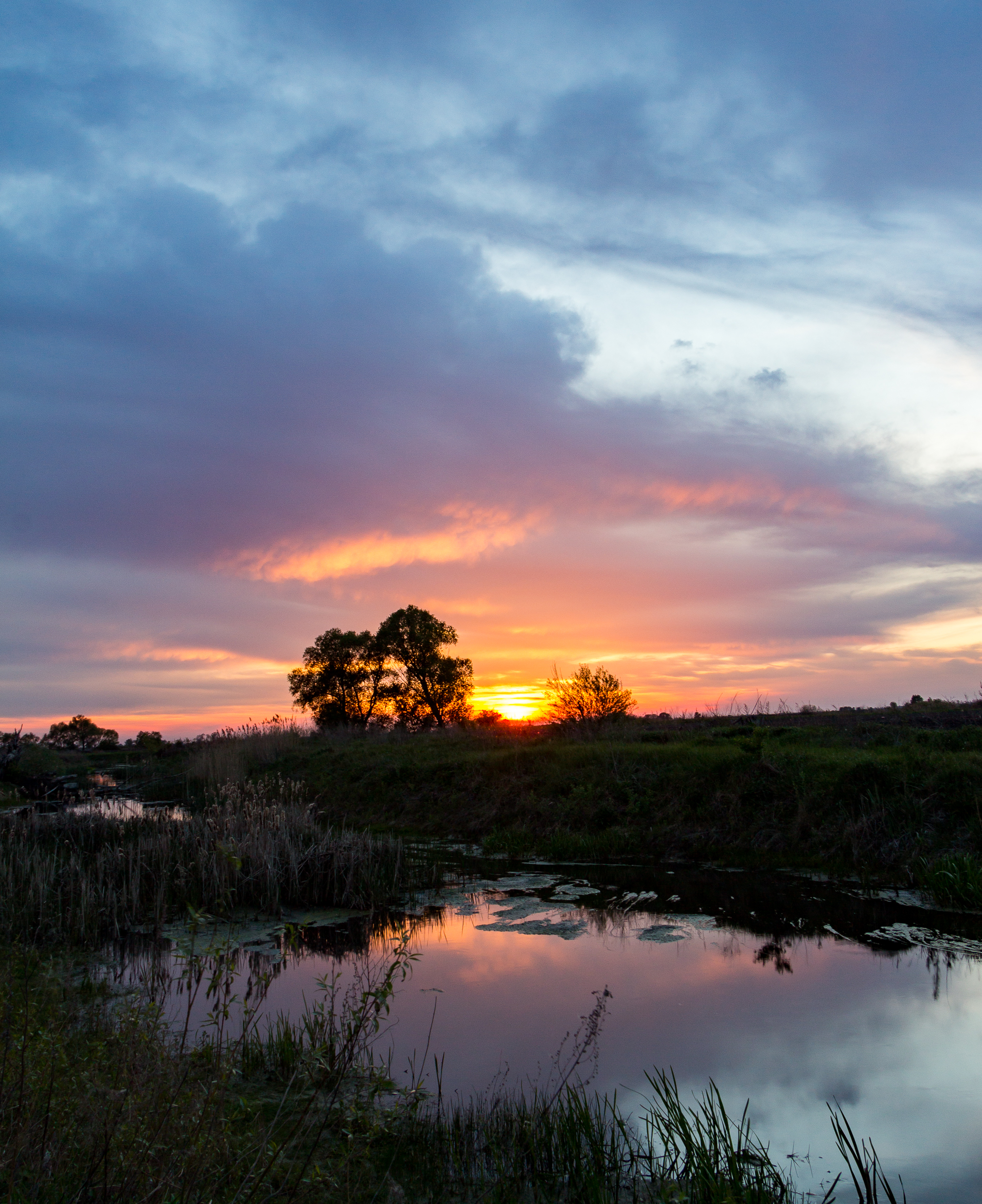
Північно-західна частина Нечаївщини

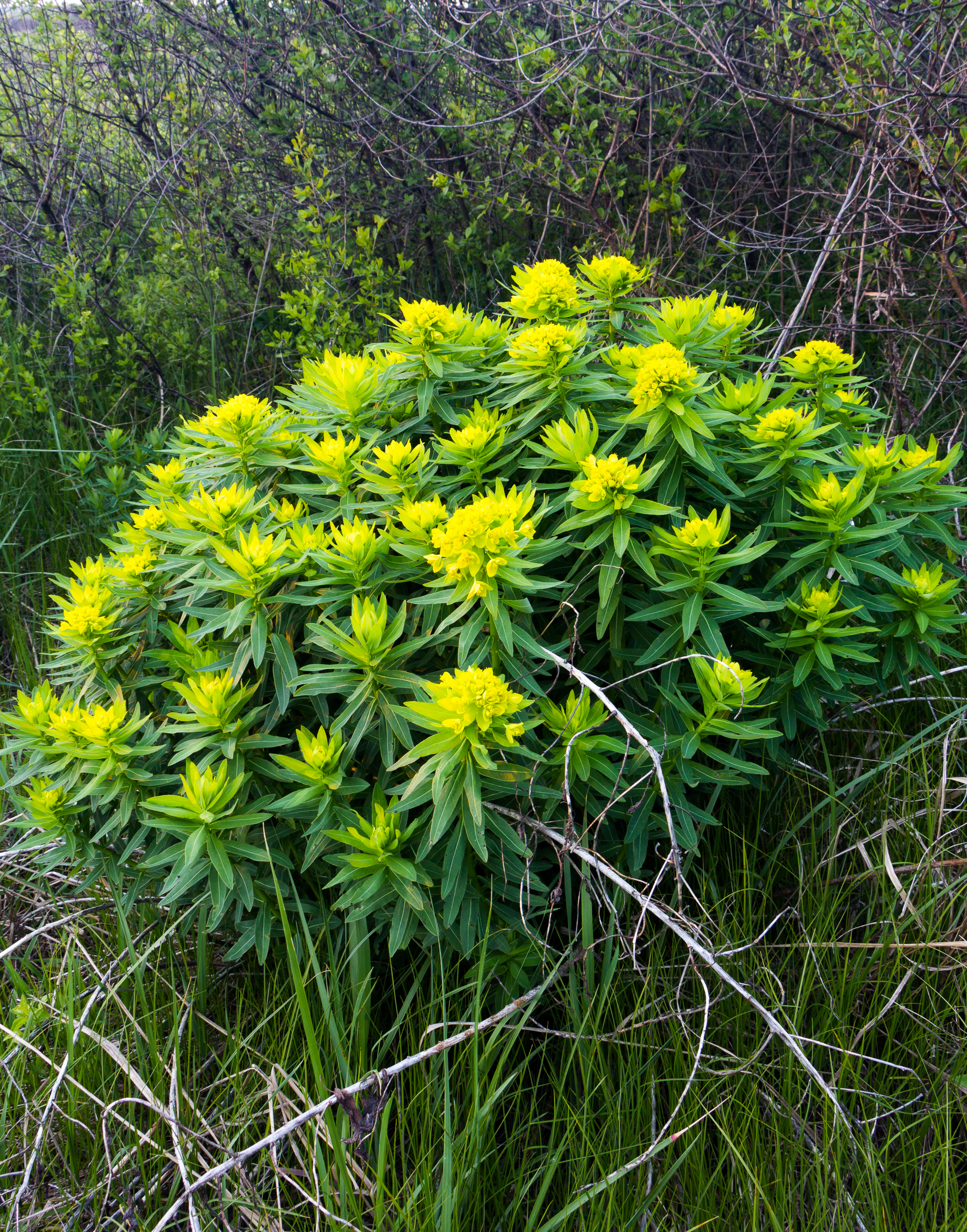
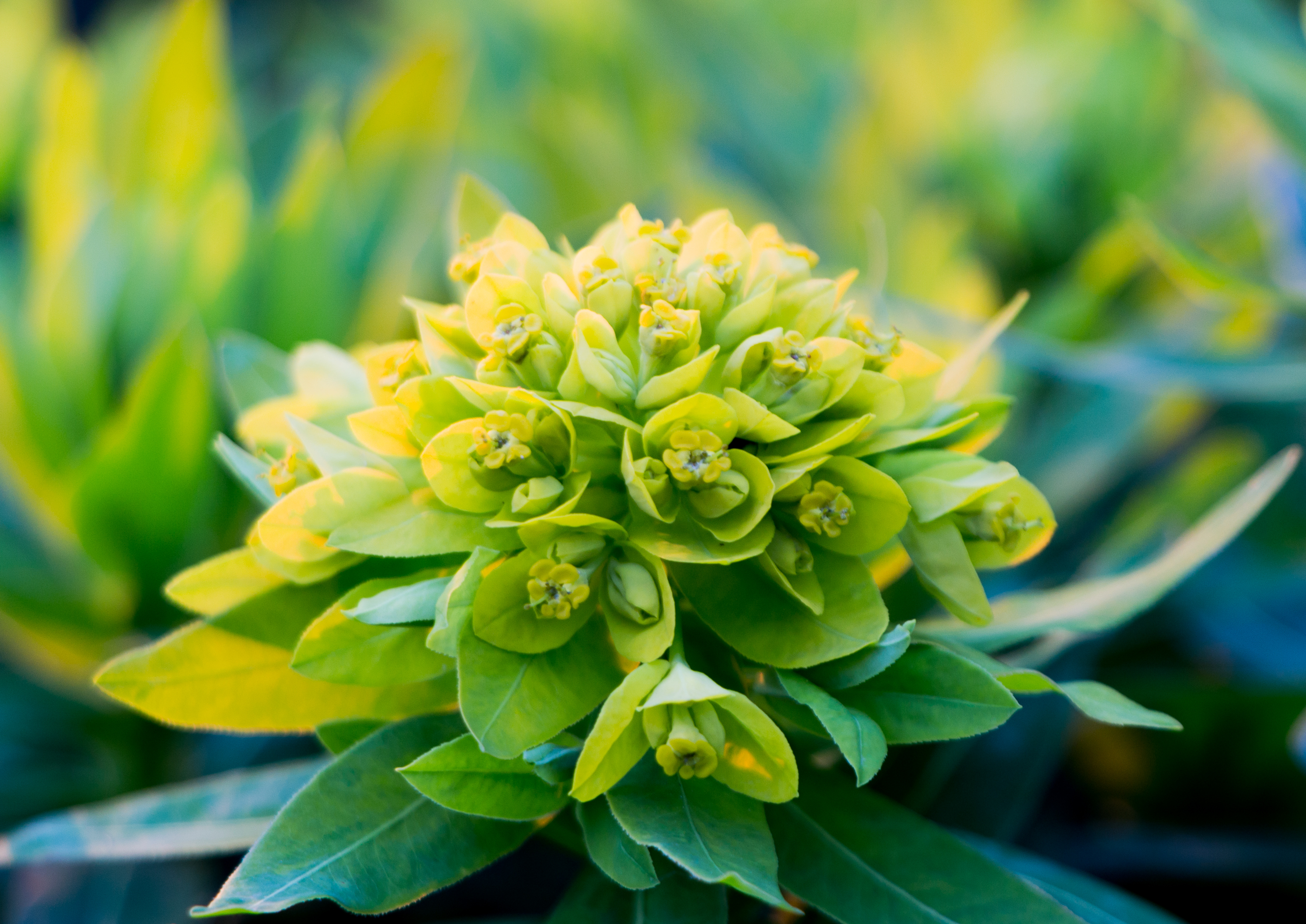
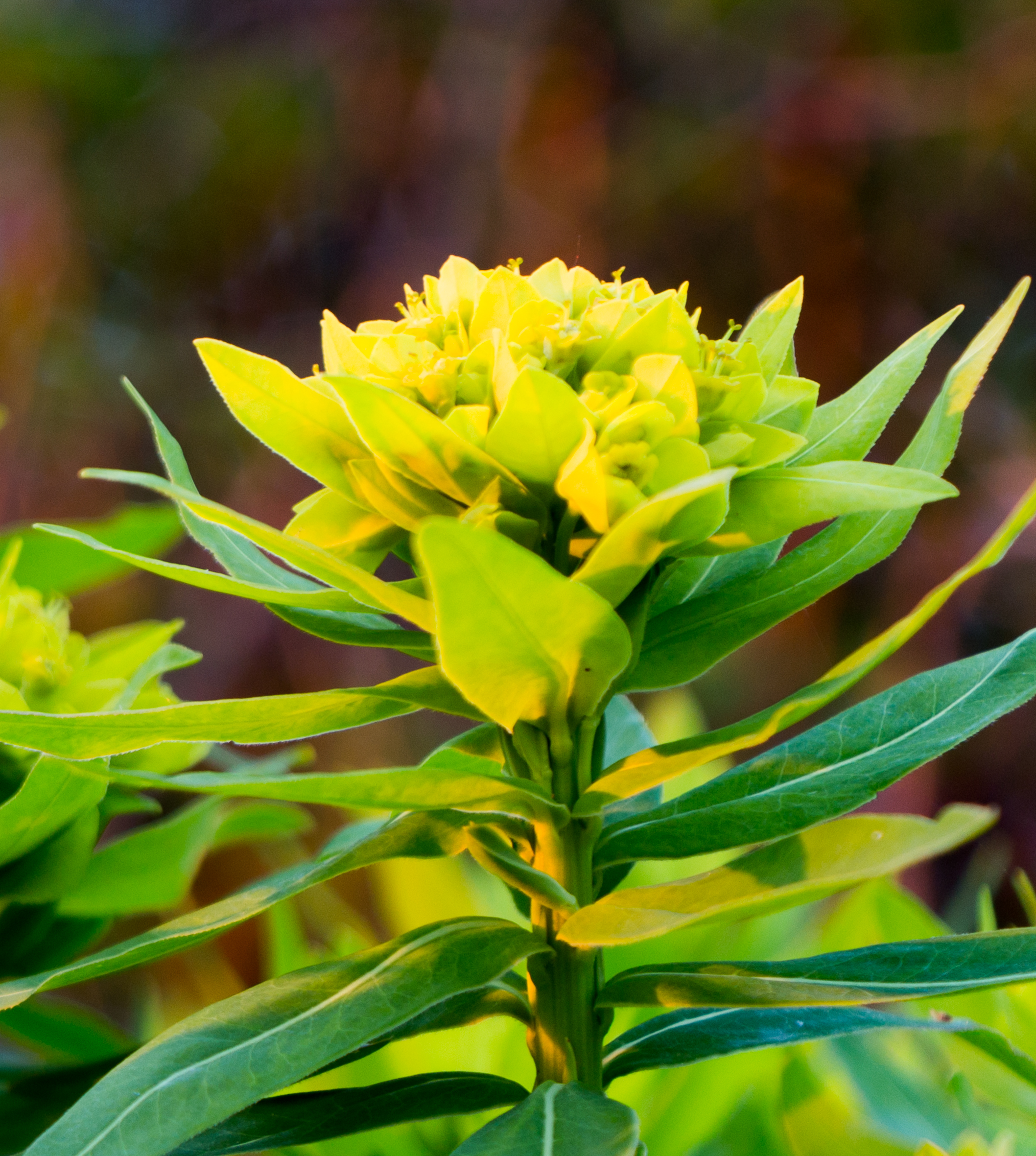